# Кядва
Кя́два (ест. Kädva küla) — село в Естонії, у волості Тюрі повіту Ярвамаа.

## Населення
Чисельність населення на 31 грудня 2011 року становила 64 особи.

## Географія
Через населений пункт проходить автошлях 20154 (Лелле — Вагасту).

## Історія
До 22 жовтня 2017 року село входило до складу волості Кяру повіту Рапламаа.